# Guanhua zimu
El guanhua zimu (en chino tradicional, 官話字母; en chino simplificado, 官话字母; pinyin, Guānhuà zìmǔ, literalmente "alfabeto del mandarín") es un sistema de transcripción fonética del chino, que gozó de cierta popularidad como sistema de escritura de esta lengua a principios del siglo XX. En la actualidad, está totalmente en desuso.

## Historia
El guanhua zimu fue creado por Wáng Zhào (王照, 1859 - 1933) en el año 1900 y estructuralmente revela la influencia del silabario katakana, empleado en japonés. Wang, que había vivido durante dos años en Japón, siguió el modelo del katakana para idear un reducido número de símbolos gráficos sencillos basados en caracteres chinos muy simples utilizados con valor fonético para representar de manera unívoca las sílabas del dialecto mandarín del norte de China.
La popularidad de este sistema de escritura alternativo para el chino se debe a la gran dificultad del aprendizaje del sistema de escritura tradicional del chino, consistente en miles de caracteres. El guanhua zimu, al estar basado en caracteres simples, tenía un aspecto estético similar al chino escrito, lo que lo hacía popular, pero contaba con sólo un total de 61 signos. Esto hacía muy sencillo su aprendizaje y durante la primera década del siglo XX se llegaron a imprimir libros, revistas y periódicos en este tipo de escritura.
Wang Zhao veía el guanhua zimu como un sistema alfabético complementario del sistema tradicional de caracteres. A diferencia de otros reformistas chinos que defendían la abolición total del sistema tradicional de escritura, Wang abogaba por un modelo de digrafia, al estilo japonés, en el que la escritura fonética se usaría en situaciones informales, manteniendo el sistema de caracteres para los usos más elevados, como libros y publicaciones serias.
Aunque la versión original del sistema se restringía al dialecto mandarín del norte de China, Láo Nǎixuān (勞乃宣, 1843 - 1921) adaptó el sistema a otros dialectos chinos, como los dialectos wu de Suzhou y Ningbo. Lao defendía la necesidad de que la educación escolar se basara en los dialectos locales, pero esta idea despertó una gran oposición, pues amenazaba la unicidad de la norma culta de la lengua china, la cual, pese a la enorme diversidad en los dialectos hablados, se había mantenido siempre unida en el idioma escrito.
A pesar de su rápida extensión, la visión negativa de las escrituras alfabéticas y del peligro de cisma en el chino escrito acabaría mermando la popularidad del sistema. Además, en 1918 el Ministerio de Educación de la República de China daría carácter oficial como método de anotación fonética de la lengua nacional a otro sistema similar, el zhuyin fuhao. Por su parte, los defensores de la adopción de una escritura alfabética para el chino respaldarían sistemas basados en el alfabeto latino, como el latinxua sin wenz o el gwoyeu romatzyh, y el guanhua zimu acabaría cayendo en el olvido.

## Características
El sistema se basa en el análisis tradicional chino de la sílaba como combinación de elementos iniciales y finales. Esta división en dos partes de la sílaba china constituía la base del sistema tradicional de transcripción, el fanqie, y aparece en la descripción de los sistemas de uso en la actualidad, como el propio zhuyin fuhao, aún hoy utilizado en Taiwán, y el hanyu pinyin oficial en la República Popular China. En el caso de la forma original del guanhua zimu diseñada por Wang Zhao, se empleaban 49 símbolos para los componentes iniciales de las sílabas del mandarín y otros 12 símbolos para los componentes finales. Una peculiaridad de este sistema es el hecho de que las vocales iniciales de los diptongos se consideraban parte del elemento inicial de la sílaba, y no de la parte final.
Así, cada sílaba se representaba con una unión de un elemento inicial y un elemento final, combinación a la que se añadía una pequeña marca en una de las esquinas para indicar los tonos propios de las sílabas del chino.